# Crassula moniliformis
Crassula moniliformis (лат.) — вид растений рода Толстянка (Crassula) семейства Толстянковые (Crassulaceae), естественно произрастающий на территории Западно-Капской провинции Южно-Африканской Республики.

## Название
Родовое латинское название Crassula происходит от латинского слова crassus, — «толстый», в основном из-за присутствия у растений этого рода сочных листьев.
Видовой латинский эпитет moniliformis происходит от лат. monile — «жемчужный воротник» и лат. -formis — «имеющий форму».

## Ботаническое описание
Суккулентное растение, от распростертого до прямостоячего, с ветвящимися стеблями и многочисленными темно-красными ходульными корнями. Стебли деревянистые, голые, буроватые, диаметром до 2 мм, с зеленовато-розоватой верхушкой. Листья голые, эллипсоидные или цилиндрические, слегка уплощенные сверху и очень выпуклые снизу, с острыми или иногда тупыми вершинами, опадают к основанию ветвей, достигают размеров до 9 х 6,4 мм в культуре. В полевых условиях листья плотно прижаты к ветвям с короткими междоузлиями, но при выращивании значительно удлиняются. Гидатоды распределены по обеим поверхностям и выстроены в один ряд вдоль края листьев.
Цветки на цветоножке, колокольчатые, 2,5–2,8 мм длиной, от белого с розово-лиловым оттенком и с розовато-лиловой полоской на лепестках, чашечка голая, с розоватым зеленоватым оттенком, чашелистики треугольные, тупые, примерно вдвое длиннее цветка, лепестки широкие, эллиптические, суженные к острой, загнутой вверх вершине, тычинки почти такой же длины, как лепестки, пыльники черные.

## Таксономия
Crassula moniliformis отличается от Crassula expansa удлиненным цветоносом, а также имеет более деревянистый вид. Его листья схожи с листьями Crassula expansa subsp. pyrifolia, которое произрастает в северном Намакваленде.
Crassula moniliformis N.H.G.Jacobsen, первое упоминание в CactusWorld 39: 197 (2021).